# Depeche Mode Greatest Hits
Greatest Hits — збірник британської групи Depeche Mode вийшов у 1987 ексклюзивно для НДР. Реліз альбому відбувся тільки на вініловій платівці і на компакт-касеті.

## Трек-лист
1. Shake the Disease - 4:45
2. A Question of Lust - 4:24
3. It's Called a Heart - 3:45
4. Blasphemous Rumours - 5:06
5. Everything Counts - 3:57
6. People Are People - 3:43
7. Master and Servant - 3:50
8. Something to Do - 3:44
9. Stripped - 4:13
10. Here Is the House - 4:16
11. It Doesn't Matter - 4:45
12. It Doesn't Matter Two - 2:49